# فيكتوريا هايوارد
فيكتوريا هايوارد (بالإنجليزية: Victoria Hayward)‏ هي لاعبة كرة لينة أمريكية، ولدت في 11 أبريل 1992 في تورونتو في كندا.